# Харнден, Эрик
Э́рик (И Джей) Ха́рнден младший (англ. Eric "E. J." Harnden, Jr.; род. 14 апреля 1983, Су-Сент-Мари, Онтарио) — канадский кёрлингист.
В составе мужской сборной Канады чемпион зимних Олимпийских игр 2014; участник четырёх чемпионатов мира (все четыре раза серебряный призёр), двух Панконтинентальных чемпионатов (оба раза чемпион). Чемпион Канады среди мужчин (2013), обладатель Кубка Канады.
В «классическом» кёрлинге (команда из четырёх человек одного пола) в основном играет на позициях второго и третьего.

## Достижения
- Чемпионат мира по кёрлингу среди мужчин: серебро (2013, 2023, 2024).
- Панконтинентальный чемпионат по кёрлингу: золото (2022, 2023).
- Чемпионат Канады по кёрлингу среди мужчин: золото (2013, 2023, 2024), серебро (2015), бронза (2010, 2016, 2019).
- Канадский олимпийский отбор по кёрлингу: золото (2013), серебро (2021).
- Кубок Канады по кёрлингу: золото (2018), серебро (2014).

## Команды
| Сезон                | Четвёртый     | Третий       | Второй        | Первый         | Запасной                                                 | Турниры                             |
| -------------------- | ------------- | ------------ | ------------- | -------------- | -------------------------------------------------------- | ----------------------------------- |
| 2007—08              | Eric Harnden  | Эрик Харнден | Райан Харнден | Калеб Флэкси   | Брэд Джейкобс тренер: Ross Boston                        | ЧК 2008 (8 место)                   |
| 2008—09              | Брэд Джейкобс | Эрик Харнден | Райан Харнден | Калеб Флэкси   |                                                          |                                     |
| 2009—10              | Брэд Джейкобс | Эрик Харнден | Райан Харнден | Калеб Флэкси   | Rob Thomas тренер: Том Коултерман                        | ЧК 2010                             |
| 2010—11              | Брэд Джейкобс | Эрик Харнден | Райан Харнден | Scott Seabrook | Мэтт Дюмонтель тренер: Том Коултерман                    | ЧК 2011 (5 место)                   |
| 2011—12              | Брэд Джейкобс | Эрик Харнден | Райан Харнден | Scott Seabrook | Joe Scharf (ЧК) тренер: Том Коултерман (ЧК)              | КК 2011 (7 место) ЧК 2012 (5 место) |
| 2012—13              | Брэд Джейкобс | Райан Фрай   | Эрик Харнден  | Райан Харнден  | Мэтт Дюмонтель тренер: Том Коултерман                    | ЧК 2013 · ЧМ 2013                   |
| 2013—14              | Брэд Джейкобс | Райан Фрай   | Эрик Харнден  | Райан Харнден  | Калеб Флэкси тренер: Том Коултерман                      | КООК 2013 · ЗОИ 2014                |
| 2014—15              | Брэд Джейкобс | Райан Фрай   | Эрик Харнден  | Райан Харнден  | Eric Harnden (ЧК) тренер: Том Коултерман (ЧК)            | КК 2014 · ЧК 2015                   |
| 2015—16              | Брэд Джейкобс | Райан Фрай   | Эрик Харнден  | Райан Харнден  | Lee Toner (ЧК) тренер: Калеб Флэкси (ЧК)                 | КК 2015 (6 место) · ЧК 2016         |
| 2016—17              | Брэд Джейкобс | Райан Фрай   | Эрик Харнден  | Райан Харнден  | Lee Toner (ЧК) тренер: Калеб Флэкси (ЧК)                 | КК 2016 (5 место) ЧК 2017 (4 место) |
| 2017—18              | Брэд Джейкобс | Райан Фрай   | Эрик Харнден  | Райан Харнден  | Peter Steski тренер: Калеб Флэкси                        | КООК 2017 (6 место)                 |
| 2017—18              | Брэд Джейкобс | Райан Фрай   | Эрик Харнден  | Райан Харнден  | Tanner Horgan тренер: Калеб Флэкси                       | ЧК 2018 (4 место)                   |
| 2018—19              | Брэд Джейкобс | Марк Кеннеди | Эрик Харнден  | Райан Харнден  |                                                          | КК 2018                             |
| 2018—19              | Брэд Джейкобс | Райан Фрай   | Эрик Харнден  | Райан Харнден  | Lee Toner тренер: Adam Kingsbury                         | ЧК 2019                             |
| 2019—20              | Брэд Джейкобс | Марк Кеннеди | Эрик Харнден  | Райан Харнден  | Lee Toner (ЧК) тренер: Рик Лэнг                          | КК 2019 (5 место) ЧК 2020 (4 место) |
| 2020—21              | Брэд Джейкобс | Марк Кеннеди | Эрик Харнден  | Райан Харнден  | Lee Toner тренер: Рик Лэнг                               | ЧК 2021 (6 место)                   |
| 2021—22              | Брэд Джейкобс | Марк Кеннеди | Эрик Харнден  | Райан Харнден  | Jordan Chandler (ЧК) тренер: Калеб Флэкси                | КООК 2021 · ЧК 2022 (5 место)       |
| 2021—22              | Брэд Гушу     | Марк Николс  | Бретт Галлант | Джефф Уокер    | Эрик Харнден тренер: Джулс Овчар                         | ЧМ 2022                             |
| 2022—23              | Брэд Гушу     | Марк Николс  | Эрик Харнден  | Джефф Уокер    | Nathan Young (ПКЧ) тренер: Джулс Овчар                   | ПКЧ 2022                            |
| 2022—23              | Брэд Гушу     | Марк Николс  | Эрик Харнден  | Джефф Уокер    | Райан Харнден (ЧМ) тренер: Калеб Флэкси                  | ЧК 2023 · ЧМ 2023                   |
| 2023—24              | Брэд Гушу     | Марк Николс  | Эрик Харнден  | Джефф Уокер    | Джим Коттер (ПКЧ), Кайл Дёринг (ЧМ) тренер: Калеб Флэкси | ПКЧ 2023 · ЧК 2024 · ЧМ 2024        |
| 2024—25 (сент - окт) | Брэд Гушу     | Марк Николс  | Эрик Харнден  | Джефф Уокер    |                                                          |                                     |

(скипы выделены полужирным шрифтом)

## Частная жизнь
Представитель семьи кёрлингистов: его младший брат брат Райан Харнден — в одной команде с Эриком чемпион Олимпийских игр, серебряный призёр чемпионата мира, чемпион Канады; вместе с ними в команде играл и их двоюродный брат Брэд Джейкобс.
Окончил Университет Алгомы. По состоянию на 2024 год, работает старшим менеджером по продукции (англ. Senior product manager) в компании Instant Games (OLG). Женат, двое детей.
Начал заниматься кёрлингом в 1996 году в возрасте 13 лет.